# クリストフ・モリッツ
クリストフ・モリッツ（Christoph Moritz, 1990年1月27日 - ）は、ドイツ・デューレン出身のプロサッカー選手。ポジションはディフェンシブハーフ。

## 経歴
1994年、4歳の時にFC Viktoria 08 Arnoldsweilerでサッカーを始めた。12年間を過ごした後、2006年にアレマニア・アーヘンの下部組織に加入。3年間をアーヘンのユース及びリザーブチームで送った。
2009年7月にブンデスリーガの強豪、シャルケ04と契約。プロとしてのキャリアをスタートさせた。2009年8月16日のブンデスリーガ、ニュルンベルク戦でプロデビュー。2010年1月18日、自身初となるプロ契約をシャルケとの間に結んだ。期間は2013年6月30日まで。
その後は年々出場機会が減少し、2013-14シーズンから1.FSVマインツ05へ移籍することになった。期間は2017年6月30日まで。

## タイトル
クラブ
シャルケ04
- DFBポカール (1): 2010–11